# 14 novembre
Il 14 novembre è il 318º giorno del calendario gregoriano (il 319º negli anni bisestili). Mancano 47 giorni alla fine dell'anno.

## Eventi
- 1433 – Viene siglato il contratto di allogazione per una cantoria per Santa Maria del Fiore a Firenze con Donatello
- 1847 – Ruggero Settimo inaugura l'Istituto Agrario Castelnuovo voluto a Palermo da Carlo Cottone
- 1851 – Viene pubblicato il romanzo Moby Dick di Herman Melville
- 1862 – Guerra di secessione americana: il presidente statunitense Abraham Lincoln approva il piano del generale Ambrose Burnside per catturare la capitale confederata di Richmond (Virginia), che porterà alla battaglia di Fredericksburg
- 1889 – La giornalista Nellie Bly (Elizabeth Cochrane), inizia un tentativo coronato da successo di compiere il giro del mondo in meno di 80 giorni
- 1918 – La neo-costituita Assemblea Nazionale assume l'autorità dentro la Cecoslovacchia
- 1922 – La British Broadcasting Corporation (BBC) inizia le trasmissioni radio nel Regno Unito
- 1934 – La Nazionale di calcio italiana, campione del mondo in carica, affronta l'Inghilterra, uscendo sconfitta per 3-2 dalla battaglia di Highbury
- 1940 – Seconda guerra mondiale: in Inghilterra, la città di Coventry viene distrutta dai bombardieri tedeschi della Luftwaffe
- 1941 – Seconda guerra mondiale: la portaerei HMS Ark Royal (91) affonda a causa dei danni subiti il 13 novembre dai siluri dell'U-81
- 1951 – Rotta del Po e Alluvione del Polesine
- 1965 – Guerra del Vietnam: inizio della battaglia di Ia Drang - il primo grosso scontro tra truppe regolari statunitensi e forze nordvietnamite
- 1969 – Programma Apollo: la NASA lancia l'Apollo 12, la seconda missione con uomini a bordo ad atterrare sulla superficie della Luna
- 1971 – Programma Mariner: la sonda spaziale Mariner 9 raggiunge Marte, diventando il primo mezzo spaziale ad orbitare attorno ad un altro pianeta
- 1972 – Il Dow Jones Industrial Average chiude sopra i 1.000 punti (1.003,16) per la prima volta
- 1973
  - Nel Regno Unito, la principessa Anna sposa il capitano Mark Phillips, nell'Abbazia di Westminster.
  - A Wembley la Nazionale di calcio italiana vince per la prima volta in Inghilterra grazie ad un goal di Fabio Capello ed alle miracolose parate di Dino Zoff
- 1975 – La Spagna abbandona il Sahara Occidentale
- 1979 – Crisi degli ostaggi in Iran: il presidente statunitense Jimmy Carter emana l'ordine esecutivo 12170, che congela tutti i beni iraniani negli USA e nelle banche statunitensi, in risposta alla crisi degli ostaggi
- 1982 – Lech Wałęsa, capo del movimento polacco messo fuorilegge Solidarność, viene liberato dopo 11 mesi di internamento vicino al confine con l'Unione Sovietica
- 1989 – Viene lanciata dal Cosmodromo di Bajkonur la navetta riutilizzabile Buran 1.01
- 1990 – Germania e Polonia firmano un trattato che conferma il confine tra i due stati sulla Linea Oder-Neisse
- 1991
  - Le autorità statunitensi e britanniche annunciano l'incriminazione di due ufficiali dei servizi segreti libici in relazione all'abbattimento del volo Pan Am 103.
  - Il principe cambogiano Norodom Sihanouk ritorna a Phnom Penh dopo 13 anni di esilio
- 1995 – Una discussione sul bilancio tra Democratici e Repubblicani al Congresso degli Stati Uniti costringe il governo federale a chiudere temporaneamente i parchi nazionali e i musei, mentre molti uffici governativi funzionano con un personale ridotto all'osso
- 2000 – Netscape Navigator versione 6.0 viene lanciato a seguito di due anni di sviluppo open source
- 2001 – Guerra in Afghanistan: combattenti dell'Alleanza del Nord occupano la capitale Kabul
- 2002
  - L'Argentina va in default su un pagamento di 805 milioni di dollari statunitensi alla Banca Mondiale
  - La Camera dei rappresentanti degli Stati Uniti vota contro la creazione di una commissione indipendente che investighi sugli attacchi terroristici dell'11 settembre 2001
- 2003 – Viene osservato per la prima volta Sedna, candidato ad essere il decimo pianeta del Sistema Solare
- 2004 – Band Aid 20, gruppo musicale formato da vari musicisti uniti insieme per scopi benefici, incide il brano Do They Know It's Christmas? (Feed the World) negli studi discografici Air Studios di George Martin, a Londra. La canzone è il rifacimento della stessa cantata 20 anni prima, nell'ambito della stessa iniziativa
- 2007 – L'ammiraglio Giampaolo Di Paola viene eletto dai capi di stato maggiore europei come Supremo Capo Militare della NATO
- 2015 – Lo Stato Islamico rivendica ufficialmente, con un comunicato in francese ed arabo, la paternità degli attentati terroristici accaduti il giorno precedente a Parigi
- 2017 – Zimbabwe: colpo di Stato militare contro il presidente Robert Mugabe
- 2021 - Valentino Rossi si ritira ufficialmente dalla MotoGp

## Nati
Ci sono circa 1 150 voci su persone nate il 14 novembre; vedi la pagina Nati il 14 novembre per un elenco descrittivo o la categoria Nati il 14 novembre per un indice alfabetico.

## Morti
Ci sono circa 460 voci su persone morte il 14 novembre; vedi la pagina Morti il 14 novembre per un elenco descrittivo o la categoria Morti il 14 novembre per un indice alfabetico.

## Feste e ricorrenze

### Civili
Internazionali:
- OMS - Giornata mondiale del diabete

Nazionali:
- India - Compleanno di Jawaharlal Nehru: Giornata dei bambini

### Religiose
Cristianesimo:
- Sant'Antigio, vescovo
- San Clementino, martire
- San Dubricio di Llandaff, vescovo
- Sant'Étienne-Théodore Cuenot, vescovo e martire
- San Giocondo di Bologna, vescovo
- San Giovanni da Traù, vescovo
- San Giovanni da Tufara, eremita
- Sant'Ippazio di Gangra, vescovo e martire
- San Lorenzo O'Toole, arcivescovo
- Santi Nicola Tavelić, Stefano da Cuneo, Deodato Aribert da Ruticinio e Pietro da Narbona, sacerdoti francescani, martiri in Gerusalemme
- San Rufo di Avignone, vescovo
- San Serapio d'Inghilterra, martire mercedario
- San Siardo di Mariengaard, abate
- Santa Veneranda (Venera), vergine e martire
- Beato Antonio Piscina, francescano
- Beato Giovanni Liccio, domenicano
- Beata Maria Merkert, vergine, cofondatrice delle Suore di Santa Elisabetta

Religione romana antica e moderna:
- Dies religiosus[senza fonte]
- Equorum Probatio